# Волжанин-5270
Волжанин-5270 — семейство российских городских автобусов, производившееся на автобусном заводе «Волжанин» с 1997 по 2012 год.

## История создания модели
В 1993 году в городе Волжском на базе мощностей Автоколонны № 1732 была начата сборка автобусов ЛиАЗ-5256 из машинокомплектов. Но уже с 1995 года начинается работа над собственными моделями «Волжанин», первыми из которых стали опытные образцы междугородных автобусов Волжанин-5268 «Премьера». Развития этот проект не получил, но уже в 1997 году появляются автобусы ЛиАЗ-5256 с усовершенствованным кузовом и оформлением передней части в стиле «Премьеры». А в октябре 1997 года на московском автосалоне был представлен первый опытный образец городского автобуса Волжанин-5270 с двигателем MAN. В 1998 году ВАП «Волжанин» завершает производство автобусов ЛиАЗ-5256. В 1999 году начинается серийный выпуск автобусов Волжанин-5270, с чуть изменённым, по сравнению с опытными, внешним видом. В 2004 году производится рестайлинг, с использованием стилистики новой модели  автобуса Волжанин-6270 — четыре круглых фары спереди, вместо двух прямоугольных. С конца 2000-х годов для производства могло использоваться шасси КАМАЗ-5297. В 2012 году был заменён моделью Volgabus-5270.

## Модификации автобусов Волжанин-5270
- Волжанин-5270 (VIN X4K5270TS********) — городской, с двигателем MAN (опытные образцы)
- Волжанин-5270 (VIN X4K5270TS********) — пригородный, с двигателем MAN (опытные образцы)
- Волжанин-5270.01 (VIN X4K527001********) — городской, с двигателем Caterpillar
- Волжанин-5270.02 (VIN X4K527002********) — городской, с двигателем ЯМЗ-236
- Волжанин-5270.03 (VIN X4K527003********) — городской, с двигателем Rába
- Волжанин-5270.04 (VIN X4K527004********) — городской, с двигателем ЯМЗ-236
- Волжанин-5270.05 (VIN X4K527005********) — городской, с двигателем Scania
- Волжанин-5270.06 (VIN X4K527006********) — городской, с двигателем Deutz
- Волжанин-5270.07 (VIN X4K527007********) — городской, с двигателем Cummins
- Волжанин-5270.10 (VIN X4K527010********) — городской, с двигателем MAN
- Волжанин-5270.12 (VIN X4K527012********) — пригородный, с двигателем ЯМЗ-236
- Волжанин-5270.16 (VIN X4K527016********) — пригородный, с двигателем Deutz
- Волжанин-5270.17 (VIN X4K527017********) — пригородный, с двигателем Cummins
- Волжанин-5270.22 (VIN X4K527022********) — междугородный, с двигателем ЯМЗ-236
- Волжанин-5270.23 (VIN X4K527023********) — междугородный, с двигателем Rába
- Волжанин-5270.26 (VIN X4K527026********) — междугородный, с двигателем Deutz
- Волжанин-5270.27 (VIN X4K527027********) — междугородный, с двигателем Cummins

На базе Волжанин-5270 также создавались автобусы специального назначения:
- Волжанин 5270.12 «БИБЛИОБУС» — автобус-библиотека[3].
- Волжанин-5270.2 «Служба крови» — передвижной пункт приема крови.